# Dmitri Andrejewitsch Landakow
Dmitri Andrejewitsch Landakow (russisch Дмитрий Андреевич Ландаков; * 21. Mai 1999 in Moskau) ist ein russischer Fußballtorwart.

## Karriere
Landakow begann seine Karriere bei Tschertanowo Moskau. Im Januar 2015 wechselte er in die Jugend von Lokomotive Moskau. Zur Saison 2018/19 schloss er sich der U-19 des FK Orenburg an. Zur Saison 2020/21 wechselte er zur drittklassigen Reserve von Ural Jekaterinburg. Für diese absolvierte er in seiner ersten Spielzeit 14 Partien in der Perwenstwo PFL. Im August 2021 debütierte Landakow, der bis dahin noch nie im Profikader gestanden war, gegen den FK Dynamo Moskau für die Profis von Ural in der Premjer-Liga.